# 大怪獣バトル ウルトラ銀河伝説 THE MOVIE
『大怪獣バトル ウルトラ銀河伝説 THE MOVIE』（だいかいじゅうバトル ウルトラぎんがでんせつ ザ ムービー）は、2009年12月12日にワーナー・ブラザース映画の配給にて公開された、円谷プロダクション製作の特撮映画作品。渋谷東急、新宿ミラノ、新宿武蔵野館、シネリーブル池袋他全国にてロードショーされた。
キャッチコピーは「とりもどせ!!銀河の光」。

## 概要
ウルトラ兄弟たちの故郷であるM78星雲・光の国が主な舞台となり、ウルトラマンメビウスやウルトラ兄弟ら光の国のウルトラ戦士たちのほか、『大怪獣バトル』テレビシリーズのキャラクターであるレイモンと地球人のエキスパート集団「ZAP SPACY」、さらには光の国の新たな戦士であるウルトラマンゼロを加え、悪のウルトラ戦士であるウルトラマンベリアルが率いる100体以上もの怪獣軍団との大決戦を描く。
『ウルトラギャラクシー大怪獣バトル NEVER ENDING ODYSSEY』の続編的な位置づけにもなっている。『大怪獣バトル』シリーズの世界では「ギャラクシークライシス」という事件により、『ウルトラマンメビウス』までの全ウルトラシリーズの怪獣やウルトラ戦士が時空を超えて1つの世界（主に光の国シリーズ中心）に召喚されたという設定になっており、パラレルワールド扱いだった世界観の怪獣やウルトラ戦士が同一世界に存在する理由づけがなされている。
『ウルトラマンG』、『ウルトラマンパワード』、『ウルトラマンUSA』、『ウルトラマンネオス』、『ウルトラマンマックス』など、M78星雲出身でありながら光の国シリーズとのつながりが明確にされていなかった作品のウルトラ戦士たちも総登場するが、そのうち原典ではアニメ作品だった『USA』のウルトラマンスコット、ウルトラマンチャック、ウルトラウーマンベスは、本作品が本格的な実写作品デビューとなる。また、『ウルトラマンボーイのウルころ』のナビゲーター役であるウルトラマンボーイも登場する。
光の国シリーズ以外からのウルトラ戦士としては、ウルトラマンダイナが登場する。本作品では、テレビシリーズ最終話で生死不明となったダイナの消息が変身者のアスカ・シン共々11年ぶりに明かされた。
過去の回想という扱いで、胸のスターマークと肩のウルトラブレスターがないゾフィーや、ウルトラホーンが短く顎鬚のないウルトラの父なども登場する。また、本作品で初めてウルトラの父とウルトラの母の本名が明かされた。
過去にも複数のウルトラ戦士が共演する映画があったが、今回の映画で劇場作品に初登場となるウルトラ戦士もいる。

## キャスティング
キャストは南翔太ら『大怪獣バトル』のテレビシリーズのレギュラー陣に加え、五十嵐隼士、黒部進、森次晃嗣、つるの剛士が前作に引き続いて原典と同じ変身前の各ウルトラ戦士役で出演するほか、団時朗、高峰圭二、真夏竜も原典と同じ各ウルトラ戦士役に「声の出演」として参加している。また、撮影中に杉浦太陽が出演を希望してきたため、『ウルトラマンコスモスVSウルトラマンジャスティス THE FINAL BATTLE』以来6年ぶりにムサシ役で出演するほか、バラエティ番組『めちゃ×2イケてるッ!』とのコラボとして岡村隆史（ナインティナイン）がプレッシャー星人役で出演している。
声優については、ウルトラマンゼロ役に声優の宮野真守が起用されているが、ゼロ以外のキャラクターにはウルトラマンベリアル役に宮迫博之（雨上がり決死隊）、ウルトラの母役に長谷川理恵、レイブラッド星人役に蝶野正洋など、本業が声優ではない著名人が多く起用されている。ウルトラマンキング役の小泉純一郎は一度はオファーを断ったが、次男の小泉進次郎ら家族の後押しによって出演が実現した。

## 製作
本作品は円谷プロダクションがTYOグループ参画後に製作された初の映画作品でもあり、配給元が長らくウルトラシリーズの映画を配給してきた松竹からワーナー・ブラザース映画へ変更されたほか、アメリカとニュージーランドを拠点に活躍してきた坂本浩一が日本で初めて監督を担当するなどスタッフを一新し、世界水準を目指して製作された。特撮シーンもプロデューサーの岡部淳也率いるビルドアップを中心に製作され、背景がフルCGによる制作や、「人間vs人間サイズの宇宙人の近接戦」がワイヤーアクションなどを活かして幅広く行われるなど、従来のシリーズ作品とは異なる画作りがなされている。特殊造形を担当した品田冬樹が後年に明かしたところによれば、これらの作風は当時の岡部が内山まもるの漫画『ザ・ウルトラマン』を強烈に標榜しており、岡部から同作のように作って欲しい旨の注文を受けたためであるという。また、坂本は岡部から「新体制の円谷でウルトラマンの映画を作りたい」「今までに見たことの無いウルトラマンを見たい」との旨でオファーされ、自分も「ウルトラマンをアクション映画の観点から捉えて娯楽映画として描きたい」と思っていたためもあり、快諾したという。光の国の本格的な映像化については、岡部によるコンセプトデザインのもと、脚本での設定を効果的に見せようと絵コンテを坂本がすべて担当し、構成を考えながらスタッフに絵コンテを見せて説明したという。
なお、ダイナは別次元からやってきたという設定からタイプチェンジでその特徴を見せるという選択肢はあったが、ゼロとベリアルの描写に重点を置くことと、スーツがフラッシュタイプのものしか用意できず、1作品のためだけに作り直すことはできないため、フラッシュタイプのみの登場となった。

## 企画
本作品の企画は『超ウルトラ8兄弟』公開前の2008年8月から開始されており、その時点からゼロやベリアルの登場、光の国を舞台とするという基本的部分は決定していた。
坂本が監督に起用されたのは、当時の円谷プロ副社長だった岡部の意思によるもので、2人は20代の時にアメリカで知り合ってからいつか一緒に仕事をしたいと話をしていた。岡部は本作品をどんな年齢層でも楽しめる作品にしたいと同時に、ウルトラシリーズだからこそできる新たなアクションや演出を盛り込みたいと考えており、ハリウッドで多くのアクション作品を担当していた坂本なら喜んで引き受けるだろうと信じていた。坂本が『パワーレンジャー』の撮影でニュージーランドに滞在していたため、岡部は現地へ会いに行って話を決めた。
当初は『超ウルトラ8兄弟』のラストを踏まえ、ウルトラマンティガやウルトラマンガイアも登場させる案が存在していた。また、当初の脚本ではウルトラ兄弟が入り乱れての大乱闘が描かれていたが、坂本が各ウルトラ戦士にファン向けの見せ場を作りつつベリアルの強さを見せようと要所要所で再構成した結果、ブルース・リーの映画『死亡遊戯』をイメージしたものとなり、各ウルトラ戦士ごとにアクションも変えてテンポを速くしたという。

## 撮影
撮影は2009年5月終盤から7月半ばまでという尋常ではない撮影スピードで進み、ロケーションのない体制で比重をポストプロダクションに置いた作りとなっている。
CGとグリーンバックがほとんどを占めており、セットを用いたのはスペースペンドラゴンの内部だけである。
アニメファンでもある坂本の「どうすればウルトラ戦士がかっこよく見えるか」との意向により、ビルドアップによる合成のもとで背景や光線の描写がアニメ的な立体感を出すものとなっている。また、「ウルトラ戦士の変身者は常人よりも強い」との坂本の意向により、変身前の姿でのアクションシーンが多く盛り込まれている。黒部も森次も乗り気で協力してくれたうえ、南は撮影前からスタントマンたちとの練習に臨んでいた。一方、五十嵐とつるのには現場にて直前に話して驚かれ、直接指導して撮影したという。

## 評価
中国では、2011年5月13日に『宇宙英雄之超銀河伝説THE MOVIE』のタイトルで公開された。上映館は1,000館以上と、過去に公開された日本映画史上最大規模であり、公開初3日間の興行成績は1,420万人民元（約1億7,040万円）で興行ランキング4位に初登場し、中国における日本映画作品最大級のヒットとなった。

## あらすじ
ウルトラ兄弟が地球を守っていた時代が、過去の出来事となった未来。宇宙の各地でマイナスエネルギーが観測され、ウルトラの星を支える人工太陽・プラズマスパークの輝きの揺らぎにウルトラの父は凶兆を覚え、ウルトラ兄弟も警戒体制に入っていた。
まもなくその凶兆は現実となる。数万年前にウルトラの星に反旗を翻し、宇宙牢獄に幽閉されていた最凶最悪のウルトラ戦士・ウルトラマンベリアルが、ザラブ星人の手によって復活したのである。100体の怪獣を操ることができるギガバトルナイザーを手にウルトラの星に舞い戻ったベリアルはウルトラ戦士を倒し、プラズマスパークのエネルギーコアを強奪する。エネルギー源を失ったウルトラの星は、たちまち凍結してしまった。
ベリアルを倒す方法はただ一つ。同じレイブラッド星人の遺伝子を持つ地球のレイオニクス・レイの力である。凍結を逃れたウルトラマンとウルトラセブンからの指示を受けたウルトラマンメビウスは、ZAP SPACYの面々とともに惑星デントに赴いていたレイのもとを尋ね、協力を求める。一度は拒んだレイだったが、ウルトラ一族の真実を知ってベリアル打倒を決意する。
レイを連れてウルトラの星に戻ったミライ（メビウス）は、ハヤタ（ウルトラマン）やダン（セブン）と合流するが、彼らにベリアル配下のシャプレー星人と怪獣の脅威が襲ってきた。しかし、カプセル怪獣の活躍によって危機を脱した彼らは、ウルトラマンタロウが身体を張って護ったプラズマスパーク最後のエネルギーで変身し、ベリアルを追って怪獣墓場に向かう。
一方、レイの行方を捜していたZAPは、宇宙竜ナースを駆るゼットン星人の襲撃を受ける。彼らの窮地を救ったのは、別の宇宙からやってきたアスカ・シン=ウルトラマンダイナだった。ダイナの力を借り、ペンドラゴンも怪獣墓場に向かう。
そのころ、辺境の惑星K76星にて、無限の可能性を秘めた新たなウルトラ戦士が誕生しようとしていた。

## 登場人物

### ZAP SPACY
レイ / レイモン
本作品の主人公の一人である青年。『ウルトラギャラクシー大怪獣バトル』および続編『NEO』の主人公。地球人のレイオニクスである青年。ネオバトルナイザーを使用してゴモラとリトラをモンスロード（召喚）する。
惑星デントでザラガスに勝利した後、ミライと共にベリアルによってプラズマスパークのエネルギーコアを奪われ、氷に覆われた光の国へ向かう。
ヒュウガ（日向 浩）
宇宙船・スペースペンドラゴンの船長。クルーからは常に「ボス」と呼ばれる。
ハルナ（榛名 ジュン）
ペンドラゴンの副船長。クルーからは常に「副長」と呼ばれる。
クマノ（熊野 正彦）
ペンドラゴンのエンジニア。その凄腕ぶりを見込まれ、ヒュウガからは時折「魔法使い」と呼ばれる。
オキ（隠岐 恒一）
ペンドラゴンのクルー。自他共に認める怪獣マニア。ウルトラマンの知識も詳しく、光の国を見た時には歓喜の声を上げた。
ムサシ
ZAP SPACYのエリートクルー。ペンドラゴンへ「惑星デントへ向かってほしい」と通信を入れる。
- 『ウルトラマンコスモス』の主人公である春野ムサシとは名前や外見が同じ、役者もオリジナルキャストである杉浦太陽が演じているが、別の世界のムサシであり、コスモスには変身しない。DVDに収録された絵コンテ集内の坂本のコメントによれば、尺の都合でカットされてしまったが、コスモスとの関連性を匂わせるセリフが用意されていた。

### ウルトラ戦士
光の国がベリアルにプラズマスパーク・エネルギーコアを奪われて凍結した際、難を逃れた3人がエネルギー節約のために人間体となっており、3人とも背中にウルトラサインを描かれているベストを着用してウルトラ念力を使用する。
ヒビノ ミライ / ウルトラマンメビウス
本作品の主人公の一人である青年。『ウルトラマンメビウス』の主人公で、「ヒビノ ミライ」とはメビウスが地球人に変身した姿。
物語冒頭でベムラーと対決して勝利し、ウルトラの星に帰る。その後にヒカリと共にベリアルに立ち向かうが捕縛され、宇宙へ放り出された。
ウルトラの星がベリアルに凍結させられた後は自力で捕縛から逃れて戻り、ウルトラマンとウルトラセブンの言葉に従ってレイのもとへ向かう。レイにウルトラの星の誕生やベリアルの誕生といった経緯を教え、行動を共にする。
シャプレー星人との銃撃戦では、地球防衛時に所属していたCREW GUYSのトライガーショットを使用した。また、最終決戦時にはバーニングブレイブにタイプチェンジした。
- 今までに比べ、性格が大人びている。服装は『ウルトラマンタロウ』第33話・第34話で地球にやってきたウルトラマン、セブン、ジャック、エースの人間の姿の衣装によく似たものになっている。

ハヤタ / ウルトラマン
『ウルトラマン』の主人公。「ハヤタ」とはウルトラマンが地球人に変身した姿で、地球で一体化していた『ウルトラマン』の主人公の一人・ハヤタがモデル。
光の国を襲撃した宇宙人から奪った銃を連射し、シャプレー星人を撃破した。
- 前2作でのウルトラマンのマスクはAタイプだったが、本作品や前日談の『ゴーストリバース』ではBタイプを意識したものになっている。

モロボシ・ダン / ウルトラセブン
『ウルトラセブン』の主人公。「モロボシ・ダン」とはウルトラセブンが地球人に変身した姿。
光の国を襲撃したシャプレー星人を格闘で圧倒したほか、怪獣たちに対抗してカプセル怪獣3体を召喚した。セブンに変身し、怪獣墓場にてベリアル率いる怪獣軍団と満身創痍になりながらも激闘を繰り広げるが、息子のゼロにアイスラッガーを託し、ついに力尽きてしまう。だが、戦いが終わった後で復活し、光の国にて息子のゼロと再会した。
アスカ・シン / ウルトラマンダイナ
『ウルトラマンダイナ』の主人公。本作品の世界とは別宇宙【ネオフロンティアスペース】からやって来た。
テレビシリーズ最終回でのグランスフィアとの戦いでワームホールに呑みこまれて行方不明になったが、本作品で別の次元宇宙に飛ばされて旅を続けていたことが判明する。
ナースとゼットン星人に襲撃されたペンドラゴンの危機を救い、レイを救出したいというZAPクルーの望みに応えるため、共に怪獣墓場へ向かう。
- DVDメモリアルBOXおよびBlu-rayに収録されているオーディオコメンタリーによると、当初はクルーを怪獣墓場へ向かわせるのはウルトラマンヒカリだった。
- 別の世界の存在であるウルトラ兄弟たちとは面識があるようだが、本作品ではその理由は特に語られていない。

上記の面々のほか、ウルトラ戦士の姿になる以前の光の国の住人が回想シーンで登場する。

## 用語
スペースペンドラゴン
ZAP SPACYの大型宇宙輸送船。本作品において、『ウルトラマンダイナ』に登場したネオマキシマオーバードライブを搭載していたことが判明する。
- セットは『大怪獣バトル』テレビシリーズからの流用であり、改造を経て汚しとディテールアップが追加されている。

### アイテム
ギガバトルナイザー
100体の怪獣をモンスロードし、操れる究極のバトルナイザー。従来のバトルナイザーやネオバトルナイザーと違い、前後が五角形の棍となっている金砕棒を2つ接続させたような形状をしており、その表面にそれぞれ10個ずつ合計100個のスロットが内蔵されている。さらに宇宙人などの怪獣以外の存在も操る力も持つ。
武器としても強力で、ベリアルはベリアルショット、ベリアルデスサイズ、ベリアルジェノサンダー、ベリアルウィップなどの技を発動した。また、ウルトラ戦士たちの攻撃を受け止める盾としても使え、ゾフィーのM87光線を散らし、ウルトラマンのスペシウム光線、ジャック・エース・80の合体光線も弾き返している。
強大な力を秘めているため、最大限に使いこなすことができるのはベリアルとレイブラッド星人のみである。だが、最終決戦ではレイがこれを利用してベリュドラを構成する怪獣たちを反抗させることに成功していることから、通常のレイオニクスでもある程度の干渉は可能であることが示唆されている。最後はベリュドラの爆発と共に砕け散る。
『ウルトラマンメビウス外伝 ゴーストリバース』では、ギガバトルナイザーを巡る物語が展開されている。
『ウルトラファイトオーブ 親子の力、おかりします!』では、レイバトスによって復活させられるが、ウルトラマンオーブ エメリウムスラッガーによって倒され、消滅する。
『ウルトラマンジード』では、再びベリアルの手に渡っている。クライシス・インパクトの発生直前には止めようとしたゼロに深手を負わせ、発生後にはベリアルと共に行方不明となるが、ベリアルが復活した際には手にしてゴドラ星人ゴドー＝ウィンを一撃で爆散させている。ジードとベリアルの最終決戦でジード全形態の合体光線ジードプルーフにより、破壊される。
『ウルトラマンジード つなぐぜ! 願い!!』では、惑星クシア人が巨大人工頭脳ギルバリスに対抗するために制作したギガファイナライザーを開発するためのプロトタイプだったことが判明する。
『ウルトラギャラクシーファイト』では、シリーズ第2作『大いなる陰謀』においてアブソリュートタルタロスの暗躍によって発生したレイバトスの並行同位体と共に本来の時間軸へもたらされた結果、同様に発生したベリアル アーリースタイルの並行同位体の手に渡っている。
- デザイン画での名称は「ベリアルロッド」。
- 立体化については、劇中に登場するデザインもしくはそれに準拠したデザインでベリアルの付属品として制作されたものが散見されるが、2020年には大人のためのジュエリーとして単体でモチーフにされたものも制作されている。

ネオバトルナイザー
レイがゴモラとリトラをモンスロードし、戦わせる際に使うバトルナイザー。ギガバトルナイザーを媒体として、レイがベリュドラを構成している怪獣たちに念を送る際にも使用された。
バトルナイザー
レイオニクスが怪獣をモンスロードし、戦わせる際に使うアイテム。本作品ではシャプレー星人が使用した。

### 天体・地名
宇宙牢獄
別名ベリアルプリズン。ベリアルの乱の際、ウルトラマンキングが破壊された街の瓦礫を凝縮して作り出した、巨大な正六面体型の牢獄。内部にはベリアルが収容されているほか、カニのような生命体が群れをなして這いずり回っている。
他のウルトラ戦士への戒めとして、あえて光の国から視認できる位置に浮かべられている。門番として宇宙警備隊の隊員が2人1組で就いている。
惑星アルファ
ウルトラマンメビウスがベムラーを追って交戦した惑星。
惑星デント
ZAPクルーが漂着した惑星。ザラガスが出現し、レイの使役するゴモラと戦いを繰り広げる。
K76星
テクターギア・ゼロ（ウルトラマンゼロ）がウルトラマンレオとアストラによる猛特訓を受けた惑星。
本作品終了後の時系列に位置する『ウルトラギャラクシーファイト 大いなる陰謀』では、ウルトラ戦士の修練場であることがタロウの台詞で明かされ、ウルトラマンリブットがウルトラマングレートとウルトラマンパワードによる猛特訓を受ける際に利用される。
怪獣墓場
ウルトラマンベリアルが眠っていた100体の怪獣を使役し、ウルトラ戦士やZAPクルーとの主戦場とした場所。
炎の谷
キングがギガバトルナイザーを封印し、保管した場所。
『ウルトラマンメビウス外伝 ゴーストリバース』では、EXゼットンがギガバトルナイザーを守護している。

## 登場ウルトラマン
- ウルトラマンゼロ
  - テクターギア・ゼロ
- ウルトラマンベリアル
  - ウルトラマンベリアル アーリースタイル

宇宙警備隊隊員・候補生
宇宙警備隊の隊員と候補生。赤い姿の者と青い姿の者がいるが、いずれも胸にカラータイマーは無い。隊員には任務によっては量産型ウルトラブレスレットを装備し、宇宙牢獄の門番を担当している者もいる。候補生は筆頭教官であるタロウによる指導のもと、ウルトラコロセウムにて格闘技やスペシウム光線などの光線技の修行に明け暮れている。
セブンが属する赤い姿のレッド族は戦闘力が高く、ヒカリが属する青い姿のブルー族は戦闘より研究に向いていると言われている。他にも初代マンなどが属しているシルバー族がいるが、彼らの能力については不明。
光の国の市民
光の国で生活している一般市民。隊員や候補生同様、赤い姿の者と青い姿の者がおり、カラータイマーは無い。
- 光の国の市民および宇宙警備隊の隊員や候補生のデザインは、『ジャンボーグA』のエメラルド星人を参考に造型されている。

ウルトラベビー
ウルトラ族の赤ん坊。ウルトラ族は本来数万年生きる頑強な種族だが、生まれた時は他の生物同様に弱いため、楕円形のカプセルの中で育てられている。

### 歴代のウルトラマン

#### ベリアル軍団に立ち向かうウルトラマン
本作品での詳細は「#ウルトラ戦士」の項目を参照。
- ウルトラマン
- ウルトラセブン
- ウルトラマンメビウス
  - メビウスバーニングブレイブ
- ウルトラマンダイナ（フラッシュタイプ）

#### 光の国内のウルトラマン
◎は劇場版初登場のウルトラマン
- ゾフィー
- ウルトラマンジャック
- ウルトラマンエース
- ウルトラマンタロウ
- ウルトラの父 / ウルトラマンケン[注 4]
- ウルトラの母 / ウルトラウーマンマリー[注 4]
- ウルトラマン80
- ユリアン

- ウルトラマンスコット
- ウルトラマンチャック
- ウルトラウーマンベス
- ウルトラマングレート
- ウルトラマンパワード

- ウルトラマンネオス
- ウルトラセブン21
- ウルトラマンボーイ ◎
- ウルトラマンマックス ◎
- ウルトラマンゼノン ◎
- ウルトラマンヒカリ ◎

#### K76星で登場したウルトラマン
- ウルトラマンレオ
- アストラ
- ウルトラマンキング

## 登場怪獣・宇宙人

### ウルトラ戦士に味方する怪獣・戦士

#### レイモンとパートナー怪獣
- レイモン
  - レイモン （バーストモード）
- ゴモラ
  - ゴモラ（レイオニックバースト）
  - EXゴモラ
- リトラ（S）

#### ダンが召喚するカプセル怪獣
- ウインダム
- ミクラス
- アギラ

#### その他の味方怪獣
- ピグモン#『大怪獣バトル ウルトラ銀河伝説 THE MOVIE』に登場するピグモン

### 序盤に登場する怪獣・宇宙人
- ベムラー
- ザラブ星人
  - にせウルトラマン
- ザラガス

### ベリアルが召喚・使役する怪獣・宇宙人
怪獣墓場に漂う亡霊や魂をギガバトルナイザーとプラズマスパーク・エネルギーコアの力で実体化して蘇らせた、怪獣や宇宙人たち。その中には本作品以前の作品でウルトラ戦士たちに倒された怪獣のほか、かつての「ベリアルの乱」で率いられて光の国を襲撃した怪獣たちも多く参加している。
ギガバトルナイザーから召喚する際、ベリアルは「100体モンスロード！」と叫ぶ。

#### 光の国でレイとミライを襲撃した使役怪獣
- ドラコ
- ベムスター
- サラマンドラ

#### ベリアル配下のレイオニクスと使役怪獣
- シャプレー星人（RB）
- ブラックキング

#### 宇宙空間でペンドラゴンを襲撃した配下宇宙人と使役怪獣
- ゼットン星人
- ナース

#### 怪獣墓場でレイモンと直接対決した配下宇宙人
- ダダ
- ナックル星人
- マグマ星人
- ババルウ星人

#### 怪獣墓場でウルトラ戦士やゴモラと対決した怪獣・宇宙人軍団
- ゴメス（S）
- バルタン星人
- アントラー
- レッドキング
- マグラー
- テレスドン
- ゼットン
- エレキング
- メトロン星人

- ガッツ星人
- アーストロン
- サドラ
- グドン
- ツインテール
- ベロクロン
- バキシム
- ドラゴリー
- ルナチクス

- バードン
- ムカデンダー
- テンペラ―星人
- タイラント
- バルキー星人
- ノーバ
- ホー
- ファイヤーゴルザ
- ガンQ

- ガルベロス
- フログロス（B）
- バンピーラ
- ケルビム
- グロマイト
- ゾアムルチ
- リフレクト星人
- アングロス
- ジャシュライン

- アリゲラ
- ロベルガー二世
- キングジョーブラック
- スーパーヒッポリト星人
- キングゲスラ
- キングパンドン
- キングシルバゴン
- キングゴルドラス
- プレッシャー星人

### その他の怪獣・宇宙人
百体怪獣 ベリュドラ

究極生命体 レイブラッド星人

大怪獣バトルシリーズにおける黒幕宇宙人。
回想シーンに登場し、ベリアルと強制的に融合して悪のウルトラ戦士へと変えた後、彼にギガバトルナイザーを授けた。
また、岡部淳也のディレクションの下、後藤正行が手掛けたイメージボードには、ザンボラーやガンダー、オクスターの姿が描かれている。

## キャスト
- レイ - 南翔太
- ハヤタ - 黒部進
- モロボシ・ダン - 森次晃嗣
- ヒュウガ - 小西博之
- ハルナ - 上良早紀
- クマノ - 俊藤光利
- オキ - 八戸亮
- ムサシ - 杉浦太陽
- 光の国の住人 - 内山まもる、古谷敏、大西雅樹[29]、岩上弘数
- プレッシャー星人 - 岡村隆史（ナインティナイン）
- アスカ・シン - つるの剛士
- ヒビノ ミライ - 五十嵐隼士

### 声の出演
- ウルトラマンベリアル - 宮迫博之（雨上がり決死隊）
- ウルトラマンゼロ - 宮野真守
- レイブラッド星人 - 蝶野正洋
- ウルトラの母 - 長谷川理恵
- ウルトラマンジャック - 団時朗
- ウルトラマンエース - 高峰圭二
- ウルトラマンタロウ - 石丸博也
- ウルトラマン80 - 山本修
- ゾフィー - 田中秀幸
- ザラブ星人 / にせウルトラマン - 青野武
- シャプレー星人（RB） - 川下大洋
- ゼットン星人 - 永倉大輔
- ウルトラマンレオ - 真夏竜
- バトルナイザー音声 - 堀秀行
- その他のウルトラマン、宇宙人 - 松村幸洋、宮坂俊蔵、外村茉莉子、平尾陽子、井上雄之介、大坪孝充、中窪晋也、
- ウルトラの父 - 西岡徳馬
- ウルトラマンキング - 小泉純一郎
- ナレーション - 矢島正明
- 予告編ナレーション - 鈴木英一郎

### スーツアクター
クレジットは「スタント」名義。ワイヤーアクションが多いことからアルファスタントのパワーレンジャーチームがメインのウルトラマンを担当し、キャスタッフはサポートを担当している。
- ウルトラマンゼロ[30][29]、ゾフィー、ウルトラマンタロウ、ウルトラマンパワード、ウルトラマンマックス、ウルトラマンメビウス[31][29]、マグマ星人[29]、ウインダム[29] - 大西雅樹
- ウルトラマンベリアル[32][33]、ウルトラセブン[33]、ウルトラマンレオ、ゴモラ[33]、ダダ、ババルウ星人[31] - 岩上弘数
- ウルトラマン、ウルトラマンエース、レイモン[31] - 猪俣浩之
- 稲留正樹
- 杉口秀樹
- 川本耕史
- 富田稔
- 伊藤慎
- ウルトラの母、ユリアン、ウルトラウーマンベス[31] - 山下純
- ピグモン[34] - こしげなみへい
- 大内貴仁
- 秋山智彦
- 矢島一憲
- 福智幸太
- 松上順也
- 三村幸司
- 帯金伸行
- 梛野素子
- 日野由佳
- 日野綾子
- 寺井大介
- M78星雲人[35][29] - 岩田栄慶
- 福田大助
- 岩崎晋弥
- 末永博志
- 森英二
- 福田憲文
- 福島龍成
- 梶川賢司
- 田之上生海
- 櫻井暦
- 小柳巧
- 宮田章弘
- 田盛辰実

## スタッフ
- プロデューサー・ビジュアルスーパーバイザー - 岡部淳也
- 監督 - 坂本浩一
- アクション監督 - 野口彰宏
- 脚本 - 岡部淳也、樫原辰郎、小林雄次
- 音楽 - マイケル・バータ
- 美術 - 大澤哲三
- 装飾 - 山下順弘
- 撮影 - 古谷巧
- 照明 - 齋藤勝範
- 編集 - 今井大介
- 編集スーパーバイザー - 掛須秀一
- 製作プロデューサー - 岡川晃基
- 音楽プロデューサー - 田靡秀樹（rooM78[注 10])、谷川寛人（リズメディア）
- スタント協力 - 小池達朗、岡野弘之
- ワイヤースタントコーディネーター - 川澄朋章
- 造形・VFX - ビルドアップ
- VFXプロデューサー - 桑原崇
- VFXディレクター - 子安肇
- 特殊造形プロデューサー - 潤淵隆文
- 特殊造形 - 品田冬樹、高橋勇也
- キャラクターデザイン - 後藤正行、木谷太士朗
- ラボ - IMAGICA
- スタジオ - 日活撮影所
- 「大怪獣バトル ウルトラ銀河伝説」製作委員会（円谷プロダクション、バンダイ、バンダイビジュアル、バンダイナムコゲームス、電通、電通テック、小学館、ドワンゴ、TYO、ワーナー・ブラザース映画）
- 制作プロダクション - 円谷プロダクション
- 配給 - ワーナー・ブラザース映画

## 主題歌
「星のように…」
作詞 - MISIA / 作曲 - Shinkiroh / 編曲 - 重実徹 / 歌 - MISIA
MISIAが設立したChild AFRICAの特別サポーターにウルトラマンが就任したことにがきっかけとなり主題歌起用が実現。今後も『星空の警備隊』を結成し活動していく予定。
プロモーションビデオには初代ウルトラマンが登場。小学校校庭に横たわるウルトラマンを発見した小学生たちが自作の風力発電機を使ってカラータイマーに光を充てて復活させようとする。また、ピグモン、ダダ、メトロン星人が学校から子供たちの様子を覗いており、歌のイメージにバルタン星人、アーストロン、ベムスターも出演している。円谷プロの社長である大岡新一が自らカメラを回した。
シングルカップリングにはウルトラマンの声が収録されたRemix.verも収録。初回生産限定盤には全長24cmの初代ウルトラマン・ゴールドフィギュア付。

## 関連映像

### マナーCM
本作品でも『大決戦!超ウルトラ8兄弟』に続いてオリジナルのマナーCMが製作されている。内容は、光の国のとある劇場にて映画を見ているウルトラマンやベリアルたちが、お互いのマナー違反を光線を放って注意をうながすというもの。CM内では注意文のほか、「光線もおやめください!」というメッセージも表示されている。DVD・ブルーレイの映像特典として収録されているほか、ニコニコ動画やYouTubeに開設されている円谷プロの公式チャンネルでも配信されている。

### Web動画
『今週の俺様』（こんしゅうのおれさま）は、映画特設ページ『ベリアルの最強ルーム』でニコニコ動画にベリアル自身が配信している（という設定の）ショートムービー。ベリアル自身が登場して、ニコニコ動画をチェックしたり携帯電話をかけたりしている。4話ではマスコットキャラ「ニワンゴ」と共演。5話は「プロデューサー岡部の逆鱗に触れ」1日で削除されている（その後、番外編にて岡部Pはベリアルにより消されている）。
ニワンゴは映画本編にも登場しており、正解者先着10名にプレゼントが贈られるクイズが実施された。しかし、かなり解り辛いシーンに登場しているため、正解者が10人に達したのは公開11日目だった。クイズの賞品は岡部Pが番外編でもらってきた（という設定の）ベリアルのソフビフィギュア（ベリアルサイン入り）。

#### 配信リスト
| 話数  | サブタイトル              | 再生時間 | 配信日                    |
| ----- | ------------------------- | -------- | ------------------------- |
| vol.1 | ニコニコ鑑賞中            | 54秒     | 2009年10月20日配信        |
| vol.2 | 俺様のサイト更新中        | 44秒     | 10月27日配信              |
| vol.3 | 携帯電話                  | 32秒     | 11月4日配信               |
| vol.4 | ニワンゴぼん              | 20秒     | 11月10日配信              |
| vol.5 | ベリアル式 悪の笑い方講座 | 1分10秒  | 11月17日配信 11月18日削除 |
| 番外  | クイズニワンゴを探せ!     | 1分23秒  | 12月9日配信               |

## 番組出演
『オレたち!クイズMAN』（TBS、2009年11月15日放送分）
高田延彦がクイズMAN（出題者）として「ウルトラマンから学ぶ男の生きざまクイズ」を出題。本作品の宣伝を兼ねてウルトラマン、セブン、ジャック、タロウ、ゼロ、バルタン星人が登場した。
『めちゃ×2イケてるッ!』（フジテレビ、2009年12月5日放送分）
ナインティナインの岡村扮するプレッシャー星人が映画出演をかけた怪獣オーディションに参加し、本作品に登場する一部の怪獣たちと共に、玉乗りやダンスに挑戦した。ウルトラ戦士の味方側であるゴモラ、ピグモン、セブンのカプセル怪獣であるアギラ、ウインダム、ミクラスをベリアルの「ウルトラマンを倒すためなら〜○○」という質問のコーナーに参加させないなど、ちゃんと原作を意識した配慮も見られた。
オーディションには加藤浩次扮するちょうちんアンコウやベリアル、ウルトラマン、セブン、ゼロ、ウルトラの父、ウルトラの母、タロウも駆けつけ、ムサシ役の杉浦、アスカ役のつるの、ベリアル（声）役の宮迫も出演した。プレッシャー星人も含めてオーディションに参加した怪獣たちは全員合格したが、やる気のない態度だったカネゴンのみオーディション開始前に不合格とされ、映画に登場できなかった。プレッシャー星人は合格した後に「カネゴンも出演させてあげてほしい」と頼んだが、監督はOKしなかった。
後にマグマ星人が円谷プロ公式サイトのエイプリルフールネタにて、このオーディション自体がやらせでカネゴンが脱落したのは「他の仕事があるから」と暴露しているが、四月馬鹿のネタというだけあって、真相は不明。
『世界まる見え!テレビ特捜部』（日本テレビ、2009年12月7日放送分）
冒頭にセブンとゼロ、バルタン星人とメトロン星人が登場。ビートたけし扮するウルトラーメンも乱入した。
『SmaSTATION!!』（テレビ朝日、2009年12月19日放送分）
ロンドンブーツ1号2号をゲストに迎え、特別企画として「ウルトラマン 9のヒミツ」と題した特集を放送した。
上記のほかにローカル番組への宣伝出演もあり、『ちちんぷいぷい』（毎日放送、2009年11月27日放送分）にゼロが、『かんさい情報ネットten!』（読売テレビ、2009年11月27日放送分）・『水野真紀の魔法のレストラン』（毎日放送、2009年12月2日放送分）に南とウルトラマンが、『花咲かタイムズ』（中部日本放送、2009年11月28日放送分）に南とセブンが出演している。

## 映像ソフト化
2010年4月23日発売。発売・販売元はバンダイビジュアル。
- 大怪獣バトル ウルトラ銀河伝説 THE MOVIE DVD通常版（1枚組）
  - 映像特典
    - 特報
    - 劇場予告編
    - TVスポット集
    - 劇場マナーCM
    - 告知PV（スペシャル映像）
    - デジタルギャラリー

  - 封入特典
    - 作品解説書（プレスシートリサイズver.）
- 大怪獣バトル ウルトラ銀河伝説 THE MOVIE DVDメモリアルボックス（2枚組、初回限定生産）
  - ディスク1：本編DVD
    - 映像特典：通常版と同様

  - 音声特典
    - オーディオコメンタリー（監督：坂本浩一×プロデューサー・脚本・ビジュアルスーパーバイザー：岡部淳也×VFXプロデューサー：桑原崇×造形：品田冬樹×監督補：日暮大幹）
    - マイケル・バータによる本編5.1chリミックス版

  - ディスク2：特典DVD
    - MAKING OF 大怪獣バトル ウルトラ銀河伝説 THE MOVIE
    - ベリアルの最強ルーム（ニコニコ動画配信映像）

  - 封入特典
    - 作品解説書（DVD通常版と同様）
    - レプリカ台本（162P）
    - 絵コンテ集（280P）

  - 特製アウターケース仕様
- 大怪獣バトル ウルトラ銀河伝説 THE MOVIE ブルーレイ（1枚組）
  - 映像特典：DVD通常版と同様
  - 音声特典：DVDメモリアルボックス版と同様（5.1chリミックス音声はドルビーTrueHD仕様）
  - 封入特典：DVD通常版と同様

## テレビ放送
2012年8月1日から8月29日まで、TXNの『ウルトラマン列伝』で「反逆のベリアル」「レイとメビウス」「怪獣墓場の決戦」「ウルトラマンゼロ参上」「よみがえれ 銀河の光」というサブタイトルで分割され、5話構成の連続ドラマ版として再編集・テレビ放送された（詳細はウルトラマン列伝#放送日程を参照）。冒頭にはレイやゼロによる「前回までのあらすじ」のナレーションが追加されている。また、クライマックスに次回作から数カットが挿入され、本作品との繋がりをより強調する編集版となった。
2012年11月24日に『ウルトラマン列伝』のネット局であるテレビ北海道で、「ファミリーシネマスペシャル」枠（19:00の「土曜スペシャル」枠からの差し替え）において本作品が放送された。
2015年3月31日からは『新ウルトラマン列伝』で「光の国 壊滅!?」「レイオニクスの宿命」「ベリアルの脅威」「最後の希望」「その名はウルトラマンゼロ」というサブタイトルで分割され、5話構成の連続ドラマ版として再編集・テレビ放送された。今回は『ウルトラマンギンガS』の松本ゴウキと杉田アリサがナビゲーターとしてウルトラマンと怪獣について勉強するという形で、本編の前後に『ウルトラファイトビクトリー』への案内を兼ねた新撮パートが追加されている。また、「新列伝ならではのちょっとしたニューバージョン」と称し、BGMの一部が旧作品で使用されたものに差し替えられている。これは、『劇場版 ウルトラマンギンガS 決戦!ウルトラ10勇士!!』同様に坂本監督のこだわりに準じたものとのこと。
2017年2月18日より『ウルトラマンゼロ THE CHRONICLE』内にて『ウルトラマン列伝』版に若干の変更を加えて放送された。
2021年6月19日には『ウルトラマン クロニクルZ ヒーローズオデッセイ』内にてダイジェスト形式で放送されたが、ベリアルの台詞は唸り声以外はすべてカットされている。

## ゲーム
- 『大怪獣バトル ウルトラ銀河伝説 デジタルピンボール』[37]
  - iPhone / iPod touch用ピンボールゲームで、マルチボールでプレイフィールドの絵が変わる。監修：KAZe、配信：ビサイド[38]。
- 『怪獣バスターズ』
  - ニンテンドーDS用ゲーム。劇場で配布されたカードに記載されたパスワードを入力すると、ベリアルが登場する特別ミッションが出現する連動要素がある。

## その他
- 『名探偵コナン』第596話「転落のアリバイ」（2010年11月20日放送）で、本作品のポスターを加工したものが登場した。